# Ranunculus thracicus
Ranunculus thracicus là một loài thực vật có hoa trong họ Mao lương. Loài này được Azn. miêu tả khoa học đầu tiên năm 1899.